# Памятник без вести пропавшим солдатам без могил
Памятник «Пропавшим без вести. Солдатам без могил» — монумент, одна из достопримечательностей Москвы, установленная в 1995 году на Поклонной горе или в парке Победы.

## История
Памятник без вести пропавшим солдатам без могил был торжественно открыт в 1995 году в ознаменование 50-летия Победы в Великой Отечественной войне. Установлена композиция на аллее танкистов в парке Победы на небольшом искусственном возвышении, в непосредственной близости от главного входа в церковь Георгия Победоносца. Памятник является подарком от Украинского народа.
Копия скульптуры установлена и в Киеве, неподалёку от Национального музея истории Великой Отечественной войны. У подножия монумента всегда лежат живые цветы.
Среди тех, кому посвящён монумент:
- Духовченко Виктор Васильевич (21.03.1954 — 27.04.1985)
- Зверкович Александр Анатольевич (24.12.1964 — 27.04.1985)
- Коршенко Сергей Васильевич (26.06.1964 — 27.04.1985)
- Пилипец Виктор Николаевич (10.08.1963 — 03.02.1982)
- Шевченко Николай Иванович (13.10.1956 — 27.04.1985).

## Описание
Памятник без вести пропавшим солдатам без могил представляет собой бронзовую фигуру раненого бойца, лицо которого скрыто, что весьма символично. В монументе не прослеживается тонких деталей, но отчётливо видны элементы солдатской амуниции. Установлена композиция на гранитном продолговатом постаменте.